# UEFA Champions League gruppespil 1997-98
UEFA Champions League 1997-98 gruppespillet er gruppespillet i UEFA Champions League-sæsonen 1997-98. Kampene blev spillet fra 17. september 1997 til 10. december 1997.

## Gruppe A
| Datoer      | Klub 1            | Klub 2            | 1. kamp | 2. kamp |
| ----------- | ----------------- | ----------------- | ------- | ------- |
| 17/09 27/11 | Galatasaray       | Borussia Dortmund | 0-1     | 1-4     |
| 17/09 27/11 | AC Sparta Prag    | Parma AC          | 0-0     | 2-2     |
| 01/10 10/12 | Borussia Dortmund | AC Sparta Prag    | 4-1     | 3-0     |
| 01/10 10/12 | Parma AC          | Galatasaray       | 2-0     | 1-1     |
| 22/10 05/11 | AC Sparta Prag    | Galatasaray       | 3-0     | 0-2     |
| 22/10 05/11 | Parma AC          | Borussia Dortmund | 1-0     | 0-2     |

| Nr. | Klub              | V | U | T | Mål  | P  |
| --- | ----------------- | - | - | - | ---- | -- |
| 1   | Borussia Dortmund | 5 | 0 | 1 | 14:3 | 15 |
| 2   | Parma AC          | 2 | 3 | 1 | 6:5  | 9  |
| 3   | AC Sparta Prag    | 1 | 2 | 3 | 6:11 | 5  |
| 4   | Galatasaray       | 1 | 1 | 4 | 4:11 | 4  |

## Gruppe B
| Datoer      | Klub 1            | Klub 2            | 1. kamp | 2. kamp |
| ----------- | ----------------- | ----------------- | ------- | ------- |
| 17/09 27/11 | Juventus          | Feyenoord         | 5-1     | 0-2     |
| 17/09 27/11 | Košice            | Manchester United | 0-3     | 0-3     |
| 01/10 10/12 | Feyenoord         | Košice            | 2-0     | 1-0     |
| 01/10 10/12 | Manchester United | Juventus          | 3-2     | 0-1     |
| 22/10 05/11 | Košice            | Juventus          | 0-1     | 2-3     |
| 22/10 05/11 | Manchester United | Feyenoord         | 2-1     | 3-1     |

| Nr. | Klub              | V | U | T | Mål  | P  |
| --- | ----------------- | - | - | - | ---- | -- |
| 1   | Manchester United | 5 | 0 | 1 | 14:5 | 15 |
| 2   | Juventus          | 4 | 0 | 2 | 12:8 | 12 |
| 3   | Feyenoord         | 3 | 0 | 3 | 8:10 | 9  |
| 4   | Košice            | 0 | 0 | 6 | 2:13 | 0  |

| 17. september 1997 20:45 |

| Juventus                                                           | 5-1 | Feyenoord              |
| ------------------------------------------------------------------ | --- | ---------------------- |
| Del Piero 3' 11' (str) · Inzaghi 34' · Zidane 67' · Birindelli 81' |     | van Gastel 57' (str) · |

| Stadio delle Alpi, Torino |

| 17. september 2010 20:45 |

| Košice | 0-3 | Manchester United                 |
| ------ | --- | --------------------------------- |
|        |     | Irwin 30' · Berg 61' · Cole 88' · |

| Lokomotíva Stadium, Košice |